# Anastoechus syrdarjensis
Anastoechus syrdarjensis är en tvåvingeart som beskrevs av Paramonov 1926. Anastoechus syrdarjensis ingår i släktet Anastoechus och familjen svävflugor. Inga underarter finns listade i Catalogue of Life.